# Sowjetzonenflüchtling
Sowjetzonenflüchtling ist eine Bezeichnung für Personen, die nach einer Flucht aus der Sowjetischen Besatzungszone und der DDR im Geltungsbereich des Grundgesetzes oder West-Berlin Wohnsitz genommen haben.
Nach der Legaldefinition in § 3 des Bundesvertriebenengesetzes (BVFG) von 1953 ist Sowjetzonenflüchtling ein deutscher Staatsangehöriger oder deutscher Volkszugehöriger, der seinen Wohnsitz in der Sowjetischen Besatzungszone (SBZ) oder im sowjetisch besetzten Sektor von Berlin hatte oder gehabt hatte, von dort flüchten musste, um sich einer von ihm nicht zu vertretenden oder durch die politischen Verhältnisse bedingten besonderen Zwangslage zu entziehen, und dort nicht durch sein Verhalten gegen die Grundsätze der Menschlichkeit oder Rechtsstaatlichkeit verstoßen hat.
Eine besondere Zwangslage war vor allem dann gegeben, wenn eine unmittelbare Gefahr für Leib und Leben oder die persönliche Freiheit vorgelegen hat. Wirtschaftliche Gründe allein rechtfertigten nicht die Anerkennung als Sowjetzonenflüchtling.
Nach § 4 BVFG wurden einem Sowjetzonenflüchtling gleichgestellt ein deutscher Staatsangehöriger oder deutscher Volkszugehöriger, der im Zeitpunkt der Besetzung seinen Wohnsitz in der Sowjetischen Besatzungszone oder dem sowjetisch besetzten Sektor von Berlin gehabt und sich außerhalb dieser Gebiete aufgehalten hat, dorthin jedoch nicht zurückkehren konnte, ohne sich offensichtlich einer von ihm nicht zu vertretenden und unmittelbaren Gefahr für Leib und Leben oder die persönliche Freiheit auszusetzen.
Sowjetzonenflüchtliche erhielten im Geltungsbereich des BVFG einen Flüchtlingsausweis C.
DDR-Beitragszeiten der am 18. Mai 1990 bereits in die Bundesrepublik übergesiedelten ehemaligen DDR-Bürger berechnen sich für Versicherte ab Jahrgang 1937 nach dem Sechsten Buch Sozialgesetzbuch (SGB VI) und nicht nach dem Fremdrentengesetz.